# Kyoto (album Tygi)
Kyoto – szósty album studyjny amerykańskiego rapera Tygi. Wydawnictwo ukazało się 16 lutego 2018 roku nakładem wytwórni muzycznych Last King Records oraz Empire Distribution.
Na płycie gościnnie wystąpili: 24hrs, Gucci Mane, Kyndall oraz Tory Lanez.

## Tło
Tyga zapowiedział datę wypuszczenia albumu oraz wygląd jego okładki, 22 stycznia 2018 roku za pośrednictwem swojego konta na Twitterze. Raper powiedział, że album będzie odejściem od jego stylu rapowania i bardziej skupi się na śpiewie.

## Promocja

### Single
Album promowały łącznie dwa single.
Pierwszym z nich był utwór zatytułowany "Boss Up", który wypuszczono 4 października 2017 roku. Do utworu powstał teledysk, pojawiają się w nim animowane sceny stworzone przez Pixel Pirate Studios. Teledysk wypuszczono za pośrednictwem platformy YouTube 25 grudnia 2017, gdzie zdobył on ponad 12 mln wyświetleń. Drugim singlem promującym album Kyoto, był "Temperature" wydany 22 grudnia 2017. Dla utworu powstał teledysk, który wypuszczono na YouTube 12 stycznia 2018, zdobył on prawie 40 mln wyświetleńoraz powstał podczas wycieczki rapera do Tajlandii.

## Oprawa graficzna
Rysunki do oprawy graficznej albumu zostały wykonane przez japońskiego ilustratora – Hajime Sorayama. Okładka pierwotnego wydania przedstawia roznegliżowaną kobietę-tygrysa, pozującą w prowokacyjny sposób, również w jej tle znajduje się japońska flaga. Oprawa wywołała kontrowersje zarówno u ludzi jak i krytyków, którzy uważali ilustrację za "wulgarną" oraz "lekceważącą" dla kultury japońskiej.

## Odbiór
Album spotkał się z negatywnymi recenzjami krytyków. W serwisie Album of the Year, który przyznaje ważoną średnią ocenę na podstawie recenzji krytyków, album otrzymał średnią ocenę 42 na 100, na podstawie trzech recenzji.
Scott Glaysher z HipHopDX powiedział, że "Kyoto dowodzi, że Tyga powinien trzymać się rapowania" oraz "jego odwaga jest pochwalona, ale w skali albumów eksperymentalnych Kyoto bliżej do nudnego Rebirth od Lil Wayne'a, niż do uderzającego 808s & Heartbreak od Kanye Westa". Chris Kelly z magazynu Crack, skrytykował śpiew oraz teksty na albumie Tygi, dodając, że "pomimo całego jego gadania o "śpiewaniu", Tyga ma czasami problemy z utrzymaniem melodii, brzmiąc przy tym niepewnie czy był to dobry pomysł. Nigdy nie był utalentowanym tekściarzem, tutaj dostarcza mnóstwo żenujących momentów". Torii MacAdams na łamach portalu Pitchfork powiedział, że album jest "pozornie-introspektywnym R&B albumem" oraz, że "cierpi z powodu prawie zupełnego braku kreatywności".

## Lista utworów
Opracowano na podstawie materiałów źródłowych.
| Kyoto – Wersja standardowa | Kyoto – Wersja standardowa           | Kyoto – Wersja standardowa | Kyoto – Wersja standardowa          | Kyoto – Wersja standardowa |
| Nr                         | Tytuł utworu                         | Słowa | Muzyka                              | Długość                    |
| -------------------------- | ------------------------------------ | --- | ----------------------------------- | -------------------------- |
| 1.                         | „Temperature”                        | Michael Stevenson • L Williams • Joseph Epperson • Alexander Edwards                                                            | LTTB                                | 3:20                       |
| 2.                         | „Leather in the Rain” (oraz Kyndall) | Stevenson • Kyndall Ferguson • Edwards                                                                                          | Crakwav                             | 3:33                       |
| 3.                         | „Come and Ball Wit Me”               | Stevenson • Edwards |                                     | 3:28                       |
| 4.                         | „Boss Up”                            | Stevenson • Jess Reed Jackson • Edwards                                                                                         | Jess Jackson                        | 3:46                       |
| 5.                         | „U Cry”                              | Stevenson • Edwards | iDBeatz                             | 4:23                       |
| 6.                         | „Kind of the Jungle”                 | Stevenson • Edwards • Vincent Davis II                                                                                          | Bnchy                               | 4:53                       |
| 7.                         | „Hard2Look”                          | Stevenson • Ty Rose • Edwards • Michael Allison                                                                                 | Ty Rose                             | 3:41                       |
| 8.                         | „I Need a Girl, Pt.3”                | Stevenson • Alex Petit | CashMoneyAP                         | 3:33                       |
| 9.                         | „Train 4 This”                       | Stevenson • Edwards | LTTB                                | 3:25                       |
| 10.                        | „Hot Soup”                           | Stevenson Edwards |                                     | 3:23                       |
| 11.                        | „Sip a Lil” (oraz Gucci Mane)        | Stevenson • Radirc Delantic Davis • Petit • Edwards                                                                             | CashMoneyAP • BatGangBeats          | 4:38                       |
| 12.                        | „Faithful” (oraz Tory Lanez)         | Stevenson • Daystar Shemeuel Shua Peterson • Edwards                                                                            | iDBeatz                             | 4:06                       |
| 13.                        | „Ja Rule & Ashanti”                  | Stevenson • Epperson • Edwards                                                                                                  |                                     | 3:20                       |
| 14.                        | „Holdin on” (oraz 24hrs)             | Stevenson • Robert Dozier Davis III • Christian Ward • Floyd Eugene Bentley III • Christopher Phyromn Washington • Melvin Moore | Smash David • Nick Fouryn • Hitmaka | 2:32                       |
|                            |                                      | |                                     | 52:01                      |

## Notowania
| Kraj              | Lista                                | Najwyższa pozycja |
| ----------------- | ------------------------------------ | ----------------- |
| Nowa Zelandia     | RIANZ Heatseeker Albums              | 2                 |
| Stany Zjednoczone | Billboard US R&B/Hip-Hop Album Sales | 39                |